# (6323) Karoji
(6323) Karoji  es un asteroide del cinturón principal perteneciente al cinturón de asteroides, región del sistema solar que se encuentra entre las órbitas de Marte y Júpiter.
Fue descubierto el 14 de febrero de 1991 por Kin Endate y Kazuro Watanabe desde el Observatorio de Kitami.

## Designación y nombre
Designado provisionalmente como 1991 CY1 fue nombrado en honor de Hiroshi Karoji (n. 1946), profesor del Observatorio Astronómico Nacional de Japón y uno de los principales astrónomos del equipo que construyó el telescopio Subaru de 8 metros en Mauna Kea. Pasó más de diez años en el Instituto de Astrofísica de París antes de unirse al equipo Subaru. Sus principales intereses son la distribución del corrimiento al rojo de las galaxias y la actividad en las galaxias infrarrojas.

## Características orbitales
(6323) Karoji está situado a una distancia media del Sol de 2,635 ua, pudiendo alejarse hasta 2,987 ua y acercarse hasta 2,284 ua. Su excentricidad es 0,133 y la inclinación orbital 5,203 grados. Emplea 1562,68 días en completar una órbita alrededor del Sol.

## Características físicas
La magnitud absoluta de (6323) Karoji es 13,81. Tiene 5,544 km de diámetro y su albedo se estima en 0,331.